# غابرييل تريفو
غابرييل تريفو (بالرومانية: Gabriel Trifu)‏ مواليد 14 أبريل 1975 في بوخارست، هو لاعب كرة مضرب روماني سابق بدأ مسيرته كمحترف سنة 1994 وكان يلعب باليد اليمنى، اعتزل اللعب في 2005. أعلى تصنيف له في الفردي كان المركز الـ 148 في سنة 2002. أعلى تصنيف له في الزوجي كان المركز الـ 97 في سنة 2005.

## النهائيات

### الزوجي (الألقاب 1)
| الحصيلة | الرقم | التاريخ        | الدورة           | الأرضية | الشريك      | المنافس                  | النتيجة            |
| ------- | ----- | -------------- | ---------------- | ------- | ----------- | ------------------------ | ------------------ |
| الفوز   | 1.    | 21 سبتمبر 1998 | بوخارست، رومانيا | ترابية  | أندريه بافل | جورج كوزاك دينو بيسكاريو | 7–6(7–2), 7–6(7–4) |

## روابط خارجية
- غابرييل تريفو على موقع رابطة محترفي التنس (الإنجليزية)
- غابرييل تريفو على موقع الاتحاد الدولي لكرة المضرب (الإنجليزية)
- غابرييل تريفو على موقع كأس ديفيز (الإنجليزية)
- غابرييل تريفو على موقع خلاصة التنس.كوم (الإنجليزية)
- غابرييل تريفو على موقع إي إس بي إن.كوم (الإنجليزية)
- غابرييل تريفو على موقع اللجنة الأولمبية الدولية (الإنجليزية)
- غابرييل تريفو على موقع أوليمبيديا (الإنجليزية)